# The Spirit of Good
The Spirit of Good er en amerikansk stumfilm fra 1920 af Paul Cazeneuve.

## Medvirkende
- Madlaine Traverse som Nell Gordon
- Fred R. Stanton som Neal Bradford
- Dick La Reno som Chuck Lang
- Charles Smiley som Reverend Josiah Calvin
- Clo King som Jerusha Calvin
- Buck Jones